# Perechrestja
Perechrestja (ukrajinsky Перехрестя, maďarsky Tiszakeresztúr, česky také Tisakerestur), je vesnice ve Vylocké vesnické komunitě v beherovském okrese Zakarpatské oblasti Ukrajiny. V roce 2001 zde žilo 918 obyvatel, z toho 74,22 % obyvatel maďarské národnosti.

## Historie
První písemná zmínka pochází z roku 1181, kdy ves byla uvedena pod názvem Kerestur. Do Trianonské smlouvy byla ves součástí Uherska, poté byla součástí Československa. Za první československé republiky byla ves vedena pod názvem Tisakerestur. V letech 1938 až 1944 byla ves, na základě první vídeňské arbitráže, součástí Maďarského království. Na frontách 2. světové války zahynulo 26 mužů. Po příchodu Rudé armády (v říjnu 1944) bylo 56 mužů uvrženo do stalinských táborů, z nichž se 12 nevrátilo domů.